# Chính sách thị thực của México

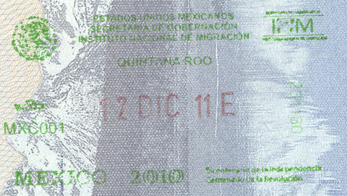
Dấu nhập cảnh Mexico được cấp tại Quintana Roo điểm kiểm tra biên giới Belize-Mexico

Thị thực México là giấy tờ được cấp bởi Viện Nhập cư Quốc gia, với mục đích quản lý việc xuất nhập cảnh.
Công dân nước ngoài muốn đến México phải xin thị thực trừ khi họ là công dân của một trong 65 quốc gia được miễn thị thực hoặc 3 quốc gia có thể xin thị thực điện tử.
Tất cả du khách đến bằng đường bộ và đi xa hơn 20 kilômét (12 dặm) vào México hoặc ở lại lâu hơn 72 giờ nên xin giấy tờ gọi là Forma Migratoria Multiple để trình diện tại các điểm kiểm tra trong nước. Năm 2016 México đã đưa ra bản điện tử của đơn (Forma Migratoria Múltiple Electrónica, hay FMME) nó có thể được xin trực tuyến với giá 390 peso Mexico.

## Bản đồ chính sách thị thực

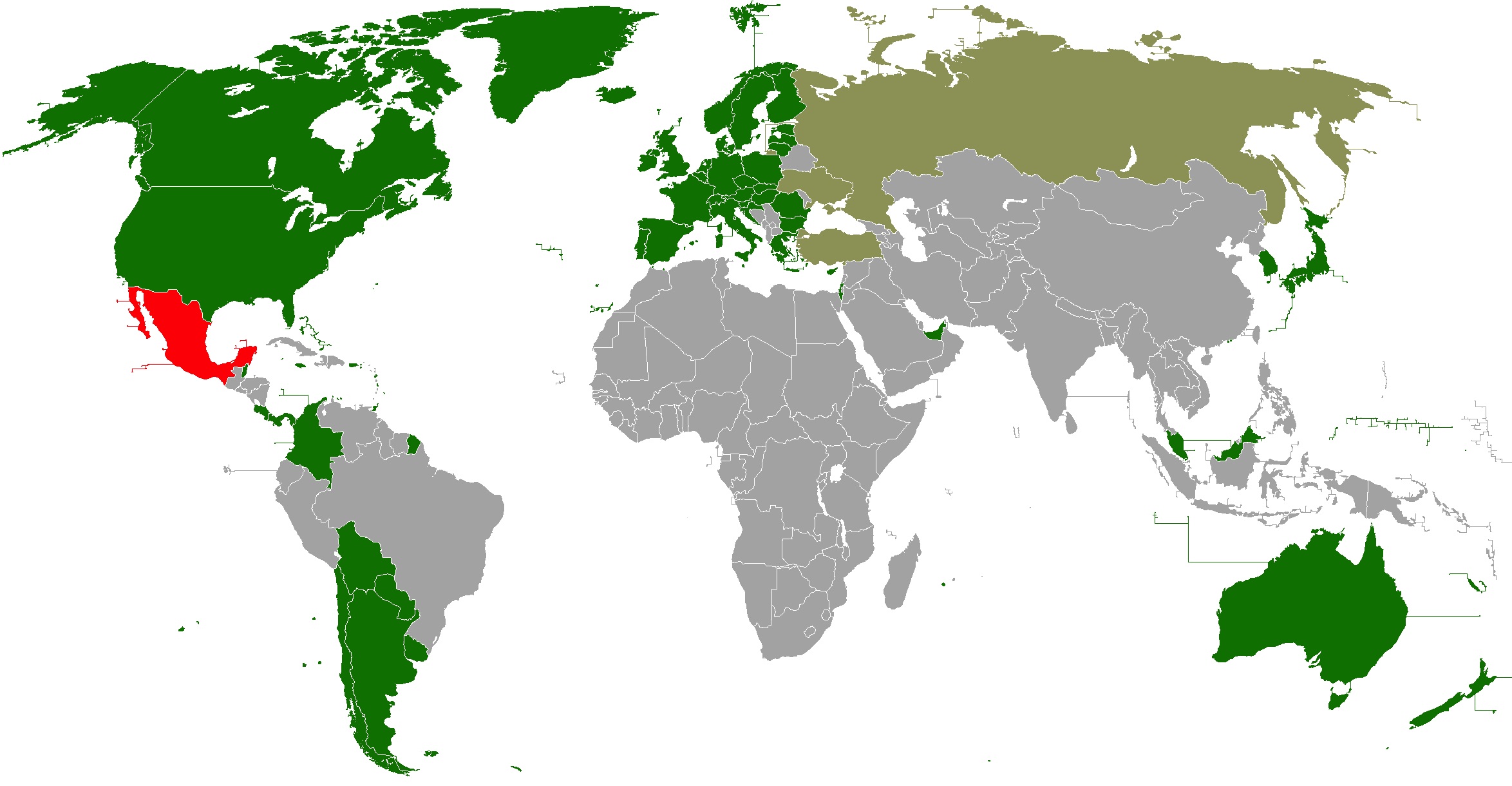
Chính sách thị thực México
Mexico
Miễn thị thực
Thị thực điện tử
Cần thị thực để đến Mexico

## Miễn thị thực
Công dân sở hữu hộ chiếu phổ thông của 65 quốc gia và vùng lãnh thổ sau không cần thị thực để đi du lịch, công tác và quá cảnh tại México. Người đi du lịch và công tác có thể ở lại México lên đến 180 ngày. Người quá cảnh có thể ở lại lên đến 30 ngày.
| - Tất cả công dân Liên minh Châu Âu 1 2 3 \| - Andorra - Argentina - Úc - Bahamas - Barbados - Belize - Brasil - Canada - Chile - Colombia - Costa Rica - Hồng Kông - Iceland - Israel - Jamaica - Nhật Bản - Liechtenstein - Macao - Quần đảo Marshall \| - Malaysia - Micronesia - Monaco - New Zealand - Na Uy - Palau - Panama - Paraguay - Peru - San Marino - Singapore - Hàn Quốc - Thụy Sĩ - Trinidad và Tobago - Hoa Kỳ} - Uruguay - Thành Vatican - Venezuela \| | |
| - Andorra - Argentina - Úc - Bahamas - Barbados - Belize - Brasil - Canada - Chile - Colombia - Costa Rica - Hồng Kông - Iceland - Israel - Jamaica - Nhật Bản - Liechtenstein - Macao - Quần đảo Marshall | - Malaysia - Micronesia - Monaco - New Zealand - Na Uy - Palau - Panama - Paraguay - Peru - San Marino - Singapore - Hàn Quốc - Thụy Sĩ - Trinidad và Tobago - Hoa Kỳ} - Uruguay - Thành Vatican - Venezuela |

## Hệ thống cấp phép điện tử
Hệ thống cấp phép điện tử (Sistema de Autorización Electrónica, SAE) là một hệ thống trjwc tuyến, cho phép công dân các quốc gia dưới đây đến bằng đường hàng không xin cấp phép điện tử để đến México quá cảnh, du lịch, công tác mà không cần thị thực. Nó có hiệu lực 30 ngày để nhập cảnh 1 lần. Khi nhập cảnh, du khách được phép du lịch tại México lên đến 180 ngày. SAE không áp dụng với người đến México bằng đường bộ hoặc đường thủy, hoặc những người đến bằng hãng hàng không không tham gia hệ thống này, họ phải sở hữu thị thực México hoặc thị thực thay thế hợp pháp từ một nước thứ ba.
Bao gồm các nước:
| - Nga - Thổ Nhĩ Kỳ - Ukraina |

## Quá cảnh không cần thị thực
Hành khách cần thị thực để đến México mà muốn quá cảnh tại Thành phố Mexico có thể quá cảnh tại đây không cần thị thực nếu thời gian quá cảnh không quá 24 và nếu chuyến bay của họ sẽ bay thẳng không dừng lại tại lãnh thổ México. Họ được đưa tới sảnh quá cảnh tại Sân bay quốc tế Thành phố México với sự quản lý của nhân viên Dịch vụ Xuất Nhập cảnh Quốc gia, người giữ hộ chiếu và giấy tờ du hành của hành khách cho tới khi họ lên chuyến bay tiếp theo.

## Hộ chiếu không phổ thông

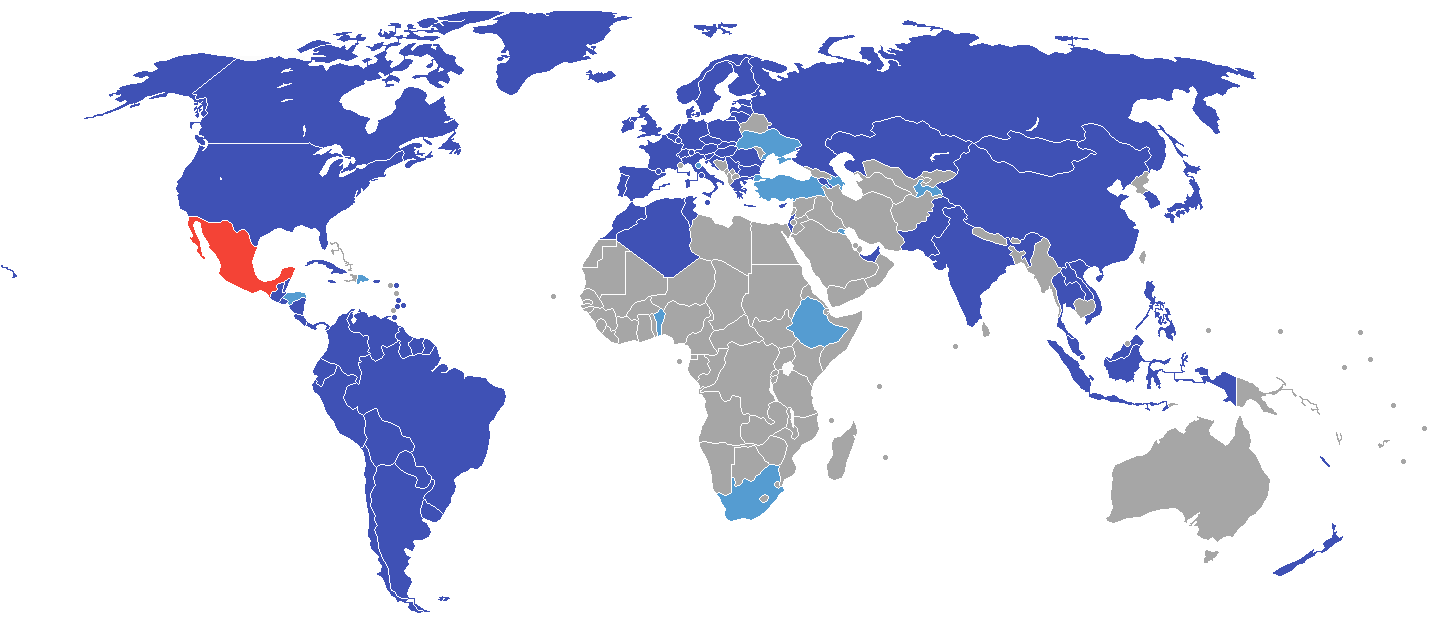
México
Miễn thị thực với hộ chiếu ngoại giao và công vụ
Miễn thị thực với hộ chiếu ngoại giao

Người sở hữu hộ chiếu ngoại giao hoặc công vụ được cấp bởi Algérie, Antigua và Barbuda, Armenia, Barbados, Bolivia, Trung Quốc, Cuba, Guatemala, Guyana, Ấn Độ, Indonesia, Kazakhstan, Lào, Malaysia, Mông Cổ, Maroc, Pakistan, Philippines, Nga, Saint Lucia, Saint Vincent và Grenadines, Serbia, Thái Lan, Tunisia, Các Tiểu vương quốc Ả Rập Thống nhất, Azerbaijan, Benin, Cộng hòa Dominicana, Ecuador, El Salvador, Ethiopia, Honduras, Kuwait, Nam Phi, Thổ Nhĩ Kỳ và Ukraina được miễn thị thực.
Người sở hữu hộ chiếu ngoại giao được cấp bởi Andorra, Áo, Cộng hòa Séc, Bỉ, Đan Mạch, Phần Lan, Hungary, Litva, Quần đảo Marshall, Micronesia, Hà Lan, Na Uy, Palau, Bồ Đào Nha, Slovakia được miễn thị thực.
Người sở hữu hộ chiếu ngoại giao hoặc công vụ của Úc, Bahamas, Liechtenstein, Malta, Monaco và San Marino cần xin thị thực.

## Thẻ đi lại doanh nhân APEC
Người sở hữu hộ chiếu được cấp bởi các quốc gia sau mà có Thẻ đi lại doanh nhân APEC (ABTC) mà có mã "MEX" tại mặt sau được đến México công tác lên đến 90 ngày.
ABTC được cấp cho công dân của:
| - Úc - Brunei - Chile - Trung Quốc - Hồng Kông - Indonesia - Nhật Bản - Hàn Quốc - Malaysia | - New Zealand - Papua New Guinea - Peru - Philippines - Nga - Singapore - Đài Loan - Thái Lan - Việt Nam |  |